# Ángel Rama
Ángel Antonio Rama Facal (Montevideo, 30 de abril de 1926 - Mejorada del Campo, Madrid, 27 de noviembre de 1983) fue un escritor, crítico y editor uruguayo. Después de algunas tentativas como narrador y dramaturgo, se orientó hacia la investigación y la crítica literaria, llegando a ser considerado uno de los principales ensayistas y críticos latinoamericanos. Fue miembro de la llamada «Generación del 45» o «Generación Crítica». Su obra se refiere a literatura proveniente de prácticamente todas las regiones del continente americano así como de diferentes periodos históricos. «En ese sentido [...] pensó e imaginó la cultura de los países latinoamericanos como una totalidad.»  Tres de sus libros de crítica literaria más importantes son Rubén Darío y el modernismo (1970), Transculturación narrativa en América Latina (1982), y La ciudad letrada (1984).

## Biografía

### Primeros años y formación
Nació en Montevideo el 30 de abril de 1926, siendo el segundo de cuatro hijos de una pareja de inmigrantes gallegos, Manuel Rama y Carolina Facal, que habían abandonado España para evitar el cumplimiento del servicio militar. Su hermano mayor fue el historiador, sociólogo, abogado, periodista y profesor Carlos Manuel Rama, mientras que su hermano menor, Germán Rama, destacó como historiador.
Cursó la primaria en la Escuela Alemania, y los estudios secundarios en el Liceo Dámaso Antonio Larrañaga, de donde egresó en 1942. Sin embargo, más que la educación formal, la influencia predominante de su infancia y adolescencia fue su hermano Carlos, quien lo introdujo en la lectura y en las cuestiones políticas, a partir de su apoyo al bando republicano en la guerra civil española y su militancia anarquista a partir de su interés en la figura de Buenaventura Durruti. Pero los intereses de Rama eran otros, y no tardó en iniciarse en novelistas europeos, especialmente franceses, pero también latinoamericanos.
Entre 1942 y 1946 incursionó en diferentes ocupaciones, estudiando primero en la Escuela de Arte Dramático del Sodre, llegando a actuar dirigido por Margarita Xirgu, y más tarde en el Bachilerato de Abogacía del Instituto Alfredo Vásquez Acevedo, terminando al año siguiente. Durante esta etapa como estudiante universitario formó parte de grupos de teatro y publicó reseñas literarias y teatrales, así como artículos en varios medios de prensa. No fue hasta 1945 cuando comenzó a dedicarse profesionalmente a la literatura, primero como traductor de la agencia France-Presse y más tarde como director de la sección literaria y cultural del diario El País durante un año. En 1947 cursó algunas materias en la Facultad de Humanidades y Ciencias de la Universidad de la República, donde tomó contacto con personalidades como Manuel Arturo Claps, Víctor Bacchetta, Silvia Herrera o Martín Miller. Asimismo, fue alumno de intelectuales como Gervasio Guillot Muñoz y el exiliado español José Bergamín, a quien Rama consideró el maestro de lo que más tarde llamó «Generación crítica», y que Emir Rodríguez Monegal denominó también Generación del 45.

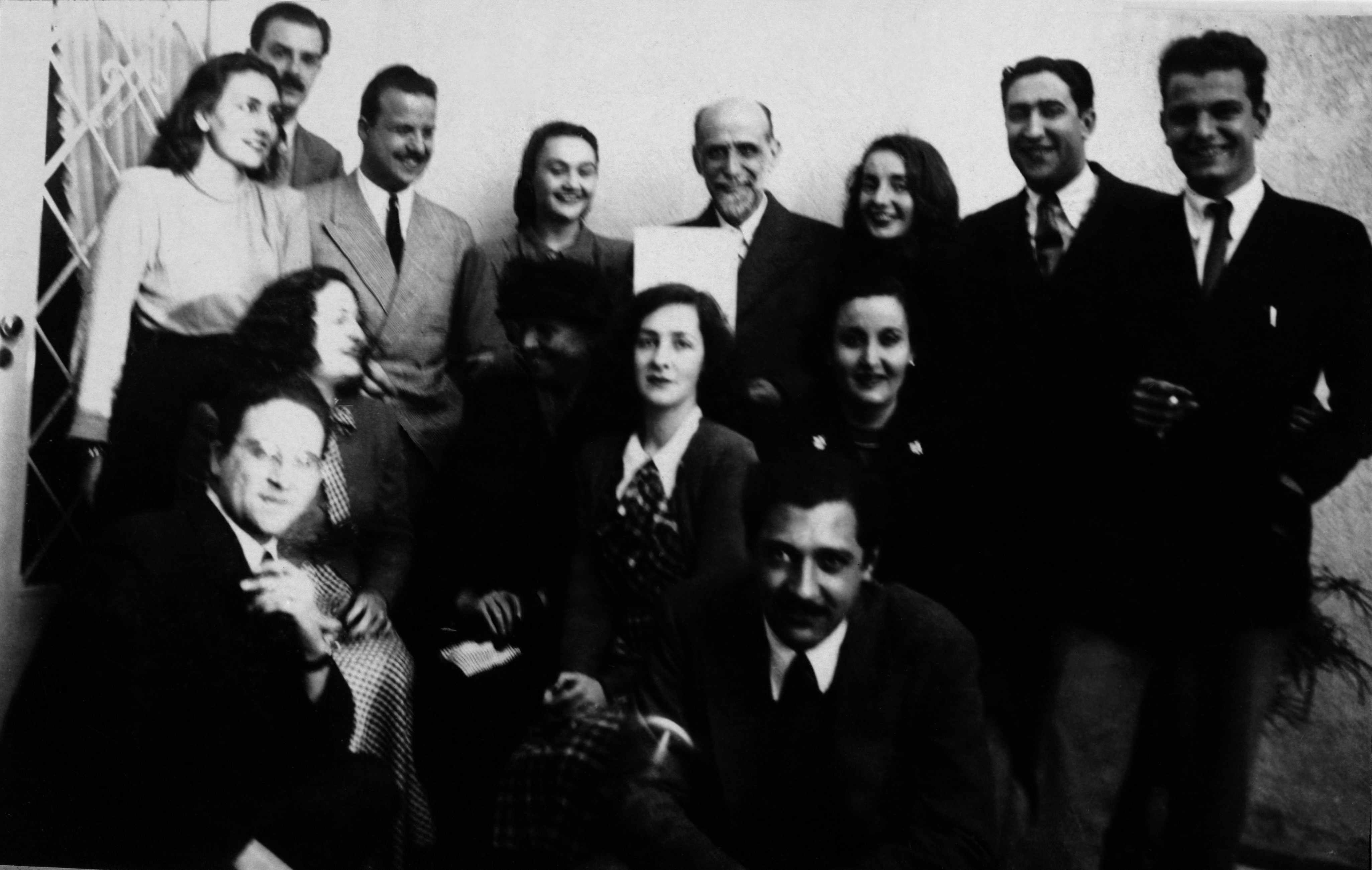
La Generación del 45 en ocasión de la visita de Juan Ramón Jiménez, el 15 de agosto de 1948. De izquierda a derecha, parados: María Zulema Silva Vila, Manuel Arturo Claps, Carlos Maggi, María Inés Silva Vila, Juan Ramón Jiménez, Idea Vilariño, Emir Rodríguez Monegal, Ángel Rama. Sentados: José Pedro Díaz, Amanda Berenguer, Zenobia Camprubí, Ida Vitale, Elda Lago, Manuel Flores Mora.

### Comienzos de su carrera
Tras cursar algunas materias pedagógicas en el Instituto de Profesores Artigas, en 1949 empezó a trabajar en la Biblioteca Nacional, primero como archivista y más tarde ocupando la dirección de los Departamentos de Bibliografía y Adquisiciones. Un año más tarde contrajo matrimonio con la poeta Ida Vitale, a quien conoció en sus cursos con Bergamín y con quien tuvo dos hijos, Amparo en 1951 y Claudio en 1954.
En paralelo a sus labores en la Biblioteca, hizo sus primeras armas como editor, docente y escritor: junto con Carlos Maggi fundó Editorial Fábula, la cual publicó sus dos primeros libros en 1951, la novela ¡Oh, sombra puritana! y el ensayo La aventura intelectual de Figari. Poco después, ocupó un cargo en la Biblioteca Artigas, donde fue encargado de las publicaciones de la colección, llegando a editar veintiocho volúmenes bajo su dirección. Por último, en 1952 comenzó su labor docente en el Liceo Francés y los Liceos n° 1 y 9, manteniendo los cargos hasta mediados de la década siguiente, mientras se intensifica su actividad como conferencista. En 1955, una beca del gobierno francés le permitió viajar a París con Ida Vitale, donde permaneció durante un año, asistiendo a las clases de Marcel Bataillon y Fernand Braudel en el Collège de France, autores que influirían en su concepción histórica y sociológica de la cultura. Durante el viaje aprovechó para recorrer los Países Bajos, Alemania, Suiza e Italia. De regreso en Uruguay, retomó sus actividades habituales como docente, crítico y conferencista.
En 1958 obtuvo un Premio Municipal con el libro de cuentos Desde esta orilla, que sin embargo nunca llegó a editarse. No tuvo el mismo éxito su debut como dramaturgo, La inundación, estrenada ese mismo año, ni las otras dos obras que llegó a estrenar, Lucrecia (1959) y Queridos amigos (1961). Tras obtener otro premio por otra novela, Cacería nocturna, de la que tampoco hay registros editoriales, y los textos breves de Tierra sin mapa (1961), Rama abandonó la ficción y se volcó definitivamente a la crítica y la ensayística.

### Marcha
Con su ingreso como director de la sección literaria del semanario Marcha en 1959, cargo que hasta entonces había ocupado Emir Rodríguez Monegal, Rama terminó de consolidarse como un referente crítico ya no local sino continental, merced de dos acontecimientos contemporáneos a su llegada y que terminaron de delinear su proyecto cultural: el triunfo de la Revolución cubana y el comienzo del Boom latinoamericano, fenómeno al que dedicará varias páginas ya sea desde el análisis de obras o autores particulares hasta la crítica del término mismo, llegando incluso a cuestionar su carácter de movimiento literario y considerándolo más una estrategia de marketing editorial, buscando resaltar a los autores menos mencionados por sobre los más conocidos.
El período de Rama al frente de la sección literaria de Marcha se caracterizó por un giro con respecto a su antecesor, ya que, sin dejar de dedicar espacio a algunos autores europeos contemporáneos que le interesaban (Italo Calvino, Friedrich Dürrenmatt, Pier Paolo Pasolini, entre otros), la publicación comenzó a privilegiar la literatura latinoamericana, a cuyo estudio Rama dedicó el resto de su vida, estudio que se encontraba en pleno desarrollo al momento de su muerte. Es así que le dio espacio a críticos, ensayistas, poetas y narradores de una diversidad de países, como Brasil (Carlos Drummond de Andrade), Argentina (Ernesto Sabato, César Fernández Moreno, David Viñas, Noé Jitrik), Chile (Ricardo Latcham, José Donoso), Perú (José María Arguedas, Sebastián Salazar Bondy, José Miguel Oviedo, Mario Vargas Llosa), Cuba (Guillermo Cabrera Infante, Roberto Fernández Retamar) y España (Blas de Otero, Juan Goytisolo) entre muchos otros.
Es durante estos años que Rama desarrolló la mayor actividad previa a su exilio en la década siguiente: tras dejar su cargo docente en el Liceo Francés, en 1962 fundó junto con Carlos Díaz y su hermano Germán la editorial Arca, el proyecto editorial más importante de los que emprendió en su país, desde donde continuó su labor de divulgador tanto de autores uruguayos como latinoamericanos, de todas las épocas, incluyendo a autores para entonces apenas conocidos como Gabriel Garcia Márquez y Reinaldo Arenas. En 1965 dejó su cargo en la Biblioteca Nacional, y un año después los cargos docentes restantes, para ser nombrado jefe de cátedra y director del Departamento de Literatura Hispanoamericana en la Facultad de Humanidades y Ciencias de la Universidad de la República. Poco después viajó a Cuba a un coloquio sobre «Problemas de la cultura en América» organizado por la Casa de las Américas, integrándose al Consejo de Redacción de la misma. También publicó su segundo ensayo, Ideología y arte de Eduardo Acevedo Díaz en «El Combate de la Tapera». Finalmente, en 1968 renunció también a Marcha después de nueve años, cada vez más dedicado a sus labores de profesor, conferencista y editor. Con su matrimonio desgastado, en 1969 se divorció de Ida Vitale e inició una relación con la escritora y artista plástica argentino-colombiana Marta Traba.

### Exilio en Caracas y el proyecto de la Biblioteca Ayacucho
La década del setenta estuvo marcada por los viajes y el que quizá sea el período de mayor producción intelectual y editorial de Rama, ya que si hasta ese momento había publicado la mayor parte de sus ensayos en diarios y revistas, a partir de la aparición de Rubén Darío y el modernismo (1970), considerado su primer estudio crítico de importancia, comenzó a reunir sus trabajos dispersos en volúmenes, a veces reelaborando el material y agregando textos nuevos. Sin embargo, paralelamente la situación política de América Latina comenzó a deteriorarse. En 1971, la detención y posterior autocrítica del poeta Heberto Padilla por parte del gobierno cubano marcó el distanciamiento de Rama con aquel, después de escribir un extenso artículo publicado en los Cuadernos de Marcha y renunciar al Consejo de Redacción de la Casa de las Américas, cesando también su colaboración con la revista.
Durante el año siguiente publicó otros dos libros (Diez problemas para el novelista latinoamericano,  aparecido originalmente en la revista de la Casa de las Américas; y La generación crítica (1939 - 1969), balance crítico de su propia generación) y continuó con su itinerario continental, asistiendo a diferentes congresos y dictando cursos y conferencias en México, Guatemala, Costa Rica, Colombia y Venezuela. Fue en este último, donde se encontraba a cargo de unos cursos en la Escuela de Letras de la Universidad Central, que el 27 de junio de 1973 lo sorprendió el golpe de Estado en Uruguay, dando comienzo a un exilio del que nunca pudo volver.
Una vez establecida su residencia en Caracas con Marta Traba y sus hijos, y sin desatender su labor en el Comité de Solidaridad con Uruguay, Rama concibió su proyecto editorial más ambicioso y de más vasto alcance continental: la Biblioteca Ayacucho, fundada en 1974 por un decreto del presidente Carlos Andrés Pérez y de la que Rama fue designado Director Literario. Llamada así en homenaje a la Batalla de Ayacucho, de la que se cumplían ciento cincuenta años, la Biblioteca buscó reunir, recuperar y divulgar textos considerados fundamentales para el pensamiento, la cultura y la literatura latinoamericanos,abarcando disciplinas como la filosofía, la antropología, el pensamiento político y la literatura, incluyendo además textos precolombinos y lusoamericanos. Cada entrega fue acompañada de un prólogo a cargo de un especialista e incluía además una cronología y una bibliografía sugerida para profundizar en el tema o el autor abordado.Por entonces Rama empezó a llevar un Diario, en el que, con largos intervalos marcados por sus compromisos de trabajo, registró la experiencia del exilio, y que sería publicado póstumamente.
En los años siguientes se volcó al estudio de autores venezolanos, a partir de lo cual escribió tres ensayos dedicados a Salvador Garmendia, Rufino Blanco Fombona y José Antonio Ramos Sucre. De este período es también otra de sus obras más importantes, Los gauchipolíticos rioplatenses (1975), formada por artículos escritos y publicados entre 1961 y 1972, y de la que editó una edición revisada en 1982. En 1976 el Fondo de Cultura Económica publicó Los dictadores latinoamericanos, antología de cuatro ensayos dedicados a la novela del dictador en los que Rama analiza la figura literaria del dictador latinoamericano y a tres novelas aparecidas por entonces, El recurso del método de Alejo Carpentier, Yo el Supremo de Augusto Roa Bastos y El otoño del patriarca de Gabriel Garcia Márquez.
En 1977, ante la negativa de la dictadura uruguaya de renovar su pasaporte, el gobierno le otorgó la nacionalidad venezolana. Sin embargo, una serie de artículos en los que criticaba a la intelectualidad venezolana y a la política cultural provocó malestar entre la prensa y algunos críticos, lo que llevó a Rama a buscar un ambiente menos hostil, llegando a considerar Barcelona, ciudad que visitaron por entonces y donde se instaló Marta en 1978. Poco después, en medio de la frialdad de sus colegas, Rama abandonó su cargo en la Escuela de Letras y se trasladó a Maryland.

### Estados Unidos, Maryland y Princeton
Desde 1976 Rama comenzó a viajar a Estados Unidos, invitado como expositor o como profesor por instituciones como la Universidad Stanford o la Universidad de la Florida, gracias a lo cual ya era conocido en ese país y por lo cual la Universidad de Maryland lo contrató como profesor visitante del Departamento de Español en enero de 1979; dos años después, fue nombrado Profesor Titular de Literatura Latinoamericana. En 1980 fue contratado por la Universidad de Princeton.
Si el período venezolano de Rama coincidió con la etapa de mayor producción intelectual y editorial, su estadía en Estados Unidos representó la culminación de largos años dedicados a la investigación y la búsqueda de una sistematización que permita leer la literatura latinoamericana como un conjunto definido por sus coordenadas políticas, sociales y culturales. Es así que en este período publicó el que varios consideran uno de sus dos libros más importantes: Transculturación narrativa en América Latina de 1982. Junto con esta, aparecieron otras dos obras: Novísimos narradores hispanoamericanos en marcha, 1964 - 1980, antología de fragmentos de obras de jóvenes narradores con un estudio introductorio de Rama, y La novela latinoamericana. Panoramas 1920 - 1980, selección de prólogos, artículos y ponencias en los que aborda la novelística latinoamericana.
Sin embargo, en julio de 1982 el Servicio de Migración estadounidense negó la solicitud de visa presentada por la Universidad de Maryland, alegando poseer información de que Rama era un agente subversivo. Pese a las gestiones de la universidad, de escritores como Arthur Miller, Julio Cortázar y Gabriel Garcia Márquez, de políticos como Belisario Betancur y Carlos Andrés Pérez, medios de prensa (que denunciaron el hecho como un regreso al macartismo) y del propio Rama, el gobierno no revirtió su decisión. En septiembre obtuvo la Beca Guggenheim, y ante la imposibilidad de mantenerlo como profesor, la Universidad de Maryland le otorgó otra beca para estudiar las culturas populares en América Latina. El 20 de febrero de 1983, Rama salió de Estados Unidos y se instaló con su esposa en París.

### Accidente aéreo y muerte
Hastiado del tránsito migratorio estadounidense, Rama pensó su estadía parisina como definitiva y más sedentaria, pero no tardó en continuar con su periplo permanente de conferencias y congresos en diferentes ciudades. El nuevo cambio de aire lo hizo sentirse optimista y con nuevas energías para encarar sus proyectos. Durante los meses siguientes viajó a Bonn, Caracas, Lima, São Paulo y México, asistiendo a diferentes congresos sobre cultura y política, y la Ecole des Haudes Etudes lo había invitado como profesor para el curso 1983-1984.
El 27 de noviembre de 1983, Rama y su esposa abordaron un vuelo de Avianca para asistir al «Primer Encuentro de la Cultura Hispanoamericana», organizado en Bogotá por el presidente Betancur. Aunque en principio no pensaban ir por falta de tiempo, Rama cambió de opinión por consideración a las gestiones que hizo Betancur por él ante el gobierno estadounidense. La ruta de vuelo incluía una escala en Madrid y una posterior en Caracas antes de llegar a Bogotá; sin embargo, cuando realizaban las maniobras de aterrizaje en el Aeropuerto de Madrid-Barajas, un error de la tripulación los llevó a perder el control de la nave y a que esta se estrellara en un terreno de Mejorada del Campo, falleciendo 181 de los 192 ocupantes, entre ellos Rama, su esposa Marta, los escritores Jorge Ibargüengoitia y Manuel Scorza, y la pianista catalana Rosa Sabater.
En palabras de Jorge Ruffinelli, la muerte de Rama «clausuró (...) un itinerario intelectual que no había cumplido aún su ciclo natural», ya que encontró al crítico  «en el ápice de su madurez intelectual, trabajando apasionadamente como siempre, preparado para dar grandes libros sobre la cultura de nuestra América», como lo prueba la cantidad de obras en las que se encontraba trabajando y que fueron publicadas póstumas. De entre ellas sobresale especialmente La ciudad letrada, aparecida en 1984, y que en opinión de algunos, anticipaba un nuevo campo de investigación que la muerte de Rama truncó. Otros títulos que pueden mencionarse son Literatura y clase social y Las máscaras democráticas del modernismo, en el que se hallaba trabajando al momento de su accidente. A modo de homenaje, la Biblioteca Ayacucho publicó una antología de ensayos suyos, bajo el título La crítica de la cultura en América Latina, con selección y prólogos de Saúl Sosnowski y Tomás Eloy Martínez.

## Obra
Como crítico, Rama incorporó una serie de conceptos y teorías de diversas disciplinas (antropología, sociología, crítica sociocultural) que permitieran situar la obra literaria en su contexto social y cultural, lo que a menudo le valió que calificaran su crítica de «sociológica» o demasiado «politizada». A pesar de esto, Rama nunca desestimó la dimensión estética de las obras literarias, sino que buscaba enriquecer las lecturas sobre ésta a partir de situarlas en un entramado cultural específico.
Influido por la crítica marxista de Georg Lukács, Galvano Della Volpe, Arnold Hauser, y Karl Mannheim; la teoría crítica de la Escuela de Frankfurt de Theodor Adorno y (muy especialmente) Walter Benjamin; y el  estructuralismo de Claude Lévi-Strauss y Michel Foucault, a los que hay que agregar a antropólogos latinoamericanos como Darcy Ribeiro o Fernando Ortiz, el propósito de Rama consistió en acuñar un aparato teórico que, si por un lado proporcionara una forma de análisis "latinoamericana", que conjugara la tradición crítica del continente con las nuevas corrientes traídas de Europa, por otro procurara poner esa singularidad en relación con las otras literaturas del mundo. En este sentido, aunque no fue el primero en reflexionar sobre la condición, la naturaleza o las letras latinoamericanas (ya lo habían hecho figuras como Pedro Henriquez Ureña, Alfonso Reyes o Mariano Picón Salas), sí fue quizás el que más se ocupó de estos temas a partir de la década de 1960, coincidiendo con la asunción de su cargo de director de la sección literaria del semanario Marcha.
Es a partir de ese momento que el proyecto de Rama adquirió una dimensión continental y empezó a pensar la literatura latinoamericana como una totalidad, buscando crear una trama sociocultural en la cual inscribir obras de todo el continente. Por ello, a la par de su labor de difusor de los nuevos creadores, se dedicó a recuperar textos pasados que consideró hitos fundamentales del pensamiento latinoamericano, a partir de los cuales fuera posible reconstruir la trama que unifique el conjunto, labor que tuvo su culminación en la Biblioteca Ayacucho y en los ensayos Transculturación narrativa en América Latina y La ciudad letrada.

### El modernismo
Uno de los primeros libros de Rama que impactó al campo de estudios literarios latinoamericanos fue Rubén Darío y el Modernismo (1970). De esto, el crítico chileno Juan Poblete observa que su 

"tesis fundamental [...] es que el Modernismo en general y el de Rubén Darío, en particular, representan la «autonomía poética de América Latina», la comprensión de un sistema literario (con un corpus literario coherente, un público efectivo y productores especializados) y la instauración de una tradición poética.

### La transculturación
Ángel Rama también es conocido por su desarrollo de la idea de la «transculturacion», originalmente planteada en 1940 por el antropólogo cubano Fernando Ortiz. Rama empezó a trabajar el concepto en un artículo de 1971, en donde, como nos explica el crítico David Soldevilla, se contempla a "la transculturacion narrativa como una alternativa al regionalismo," Como sigue explicándonos Soldevilla, el planteamiento de Rama gira en torno a una "'plasticidad cultural' que permite integrar" tanto "las tradiciones" como "las novedades." Aquí, tanto como en su libro Transculturación narrativa en América Latina, Rama ejemplifica la transculturación con lecturas cuidadosas de autores como José María Arguedas, Juan Rulfo, y João Guimarães Rosa.
Para 1982, año en que se publica uno de sus libros más importantes, Transculturación narrativa en América Latina, Rama había ampliado estas primeras consideraciones acerca de la transculturación narrativa para que incluyera las cuatro "principales operaciones que se efectúan en la transculturación": 

pérdidas, selecciones, redescubrimientos e incorporaciones. «Estas cuatro operaciones son concomitantes y se resuelven todas dentro de una reconstrucción general del sistema cultural, que es la función creadora más alta que se cumple en un proceso transculturante». Y a continuación el autor ilustraba como se cumplían estas operaciones en tres categorías básicas aplicables a la literatura: la lengua, la estructura literaria y la cosmovisión -antes, en 1974, Rama había explicado como al lado del sistema social existe el sistema literario y que este puede analizarse en tres niveles: el del discurso lingüístico, el del sistema literario y el del «imaginario social».

Poblete considera que en Transculturación narrativa en América Latina, 

Rama realizó un movimiento parcialmente contradictorio que su obra toda había explorado insistentemente: por un lado, entronizó a la literatura como la más alta creación de que son capaces los pueblos, imaginando un escenario ideal de desarrollo en que por fin pueblo y público coinciden en tanto público nacional en su participación y goce de la obra estética del transculturador; por otro lado, concibió a la novela como un espacio discursivo de producción cultural colectiva que resulta tanto del genio creador del artista (el transculturador) como de su capacidad para procesar las formas culturales que el pueblo elabora y propone.

El escritor surge en Rama entonces, simultáneamente como un creador original y como un compilador; mientras la cultura aparecía, por su parte, a veces como un proceso ascendente con formas y actores privilegiados y otras como una realidad de suyo heterogénea y múltiple en donde los cruces entre pueblos y públicos (ahora en plural) siguen caminos multiformes.

### La ciudad letrada
De su último libro, editado póstumamente, la crítica argentina Beatriz Colombi argumenta que 

La ciudad letrada aparece como un libro precursor de las tendencias críticas que ocuparán a los estudios latinoamericanos en los años siguientes, entre otros, los estudios culturales y postcoloniales, espaciales y urbanísticos, la cultura popular, la dupla oralidad y escritura, los nuevos estudios sobre la colonia, y, particularmente, la historia de los intelectuales.

En el texto, Rama compara la "ciudad real que sólo existe en la historia" con la llamada "ciudad letrada [que] quiere ser fija e intemporal como los signos." El libro traza la historia de la oposición entre estas dos ciudades desde la época colonial hasta el siglo XX. Es también, entonces, un ensayo sobre el poder de la letra escrita, y de los intelectuales que la manejaban (los llamados "letrados") en América Latina. En palabras de la crítica Adela Pineda Franco, "Rama resalta la función ordenadora y homogeneizante de la escritura en el proceso de formación social y político de Latinoamérica al plantear el papel del intelectual como funcionario y servidor del poder central (burocrático)."

### Posiciones políticas y polémicas
A lo largo de su dilatada carrera, Rama intervino en varias polémicas, en algunas de ellas combinando cuestiones políticas junto con las literarias. Formado en la cultura democrática liberal del Uruguay de los años cuarenta, profesó siempre un marxismo antidogmático, sosteniendo ideas de izquierda pero siempre crítico de totalitarismos y dogmatismos políticos y estéticos. Durante su etapa en Marcha publicó varios artículos y ensayos en los que discutía el rol del escritor comprometido, uno de los debates centrales del período. Dedicó una serie de artículos a escritores soviéticos disidentes con la estética oficial del realismo socialista; uno de ellos, «Ehrenburg o el arte de sobrevivir», publicado en 1963, produjo una réplica desde el Partido Comunista en torno a la relación entre el arte y la sociedad, tema al que Rama le dedicó un curso ese año.
Este antidogmatismo y su defensa de la libertad creativa marcó también su relación con la Revolución cubana. Como muchos otros intelectuales latinoamericanos, Rama adhirió con entusiasmo a la Revolución, llegando a convertirse, según David Lafforgue, en uno de sus «voceros más destacados». Elogiaba la política cultural de Fidel Castro, que contrastaba con la rigidez del régimen soviético, aunque también marcó su disenso con la política de eliminar la autonomía universitaria. Sin embargo, esta perspectiva cambió en 1971 a partir del caso Padilla, episodio que Rama vio como la culminación de un proceso de estalinización de la Revolución que advertía desde 1968, y que lo llevó a renunciar al Consejo de Redacción de la Casa de las Américas. Anotaciones posteriores hechas en su Diario dan cuenta de la compleja relación que mantuvo en los años siguientes con las instituciones culturales cubanas, lamentando el cambio de rumbo y manteniendo la esperanza de que se modificara en el futuro, como de hecho sucedió paulatinamente a partir de los años ochenta. Antes de esta ruptura, sin embargo, tuvo lugar la que quizás sea su polémica más famosa, con Emir Rodríguez Monegal.
Es conocida la rivalidad que Rama mantuvo durante años con Monegal. A pesar de que ambos pertenecían a la misma generación, colaboraron en Marcha y escribieron profusamente sobre literatura uruguaya y latinoamericana, sus perspectivas eran muy distintas, tanto por influencias como por enfoques y hasta por su estilo expositivo. Entre mayo y junio de 1964 tuvieron un áspero intercambio a propósito de la novela El siglo de las luces de Alejo Carpentier desde las páginas de Marcha y El País, intercambio que tuvo que ver más con cuestiones políticas que literarias: mientras Monegal sostenía que la novela podía leerse como una crítica de la Revolución y veía en el personaje de Victor Hughes un trasunto de Fidel Castro, Rama desestimaba esta lectura argumentando que el apoyo declarado y sostenido de Carpentier al gobierno cubano (del que era funcionario) clausuraba cualquier lectura en este sentido, acusando a Monegal de usar la novela como excusa para atacar al régimen.
Ya en el exilio en Caracas, a fines de 1977 mantuvo otra polémica con el sociólogo Oswaldo Barreto en el periódico El Nacional, donde colaboraba, a propósito de la visita del presidente de Senegal, Léopold Sédar Senghor, y en la que se debatió sobre el concepto de «negritud» y «nación» en el contexto de las luchas políticas y raciales del continente africano. Rama sostenía que la «negritud» se planteaba como una operación cultural destinada a fundar una nación negro-africana que integrara a millares de hombres desperdigados por el mundo, en una suerte de internacionalismo anticolonialista, haciendo hincapié en el eje de nación antes que en el de clases sociales o doctrinas concretas; mientras que Barreto, más vinculado al marxismo ortodoxo, consideraba a categorías como «nación», «cultura» o «raza» como elementos de la ideología destinados a enmascarar la realidad social, y a Senghor como un antirrevolucionario. La forma en que El Nacional manejó el debate motivó el alejamiento de Rama, que a partir de entonces empezó a colaborar en El Universal, aun desde Estados Unidos.
Finalmente, podemos referirnos a la polémica que sostuvo en 1980 con el poeta cubano Octavio Armand, a propósito de su artículo La riesgosa navegación del escritor exiliado, publicado dos años antes en Venezuela, en el que Rama hacía un balance de los riesgos y las implicancias de la condición de exiliados de los escritores latinoamericanos, a la vez que ponderaba un inesperado beneficio: el desplazamiento llevó a una toma de conciencia de la visión del conjunto, subrayando las condiciones económicas, sociales y culturales que engloban el conjunto de América Latina. Armand sostuvo que el exiliado cubano lo era por partida doble, ya que no sólo era exiliado de Cuba, «sino que es también exiliado del exilio latinoamericano». Rama le respondió con otro artículo, en el que intenta delimitar mejor el concepto de exiliado, haciendo hincapié en la connotación política y postulándolo como descendiente del «proscrito» y el «desterrado», en un intento por aclarar su posición.
Esta polémica tuvo una inesperada actualización cuando en 1982 el gobierno estadounidense le negó la visa de residencia solicitada por la Universidad de Maryland amparándose en una ley del macartismo y acusando a Rama de ser un agente subversivo. En contraste con la multitud de escritores, instituciones y medios de prensa que abogaron en su defensa, sorprendió la posición de Reinaldo Arenas, para entonces también residente en Estados Unidos después de haber escapado de Cuba durante el éxodo del Mariel y haber estado detenido por el régimen. Pese a que Rama había denunciado su situación en un artículo publicado cuando recién llegó al país y lo había apoyado, incluso recomendándolo para la Beca Guggenheim apenas un año antes, el escritor cubano publicó dos artículos apoyando la decisión del gobierno estadounidense, acusando a Rama de tener «un pasado pro-comunista, un pasado subversivo, una serie de manifiestos terroristas en favor de la violencia y el crimen, un contubernio, al parecer muy estrecho, con el fascismo de Fidel Castro», y de escribir «un tipo de crítica que tiene la particularidad de que la obra se valora por el ‘fondo de denuncia’ de la misma o por su oportuna demagogia política». El periodista uruguayo Álvaro Barros-Lemez atribuyó esta animosidad de Arenas a que estaba disgustado con el artículo que Rama le dedicó, ya que había escrito que el autor de El mundo alucinante «había sido arrojado fuera de Cuba», cuando a Arenas le interesaba decir que «había huido del comunismo», a fin de lograr ciertos apoyos oficiales; asimismo, señaló que Arenas fue apoyado por Rodríguez Monegal, quien en ese momento era profesor en Yale, y apadrinado por un exiliado cubano que era asesor de Seguridad en la Casa Blanca, Roger Fountain, nacido en Cuba como Rogelio Fuentes, quienes contribuyeron a revertir la información de Rama y a instalar la idea de que era un agente castrista.

## Obras

### Narrativa
- ¡Oh, sombra puritana!, Montevideo: Fábula, 1951.
- Tierra sin mapa, Montevideo: Asir, 1961; Montevideo: Alfa, 1961; Montevideo, Fundación Ángel Rama, 1985. Traducción al portugués como: Terra sem mapa, Sao paulo: GRuA, 2008.

### Teatro
- La inundación (1958)
- Lucrecia (1959)
- Queridos amigos (1961)

### Ensayo
- La aventura intelectual de Figari Buenos Aires: Ed. Fábula, 1951.
- Ideología y arte de Eduardo Acevedo Díaz en El Combate de la Tapera, Montevideo, Arca, 1965.
- Rubén Darío y el modernismo: (circunstancia socio-económica de un arte americano). Caracas: Ediciones de la Biblioteca de la Universidad Central de Venezuela, 1970.
- Diez problemas para el novelista latinoamericano. Caracas: Síntesis dosmil, 1972
- La generación crítica. 1939 - 1969. Montevideo: Arca, 1972.
- Salvador Garmendia y la narrativa informalista. Caracas: Ediciones de la Biblioteca de la Universidad Central de Venezuela, 1975.
- Rufino Blanco Fombona y el egotismo latinoamericano. Valencia: Universidad de Carabobo, 1975.
- Los gauchipolíticos rioplatenses. Literatura y sociedad. Buenos Aires: Calicanto, 1976; Buenos Aires, Centro Editor de América Latina, 1982.
- Los dictadores latinoamericanos. México: Fondo de Cultura Económica, 1976.
- El universo simbólico de José Antonio Ramos Sucre. Universidad de Oriente, Cumaná, 1978.
- Novísimos narradores hispanoamericanos en marcha, 1964-1980. México: Marcha Editores, 1981
- Transculturación narrativa en América Latina. México: Siglo XXI, 1982.
- La novela latinoamericana. Panoramas 1920-1980. Bogotá: Colcultura, 1982.
- Literatura y clase social. México: Folios Ediciones, 1984.
- La ciudad letrada. Hanover, Nueva Jersey: Ediciones del Norte, 1984. Como The Lettered City, Durham, Carolina del Norte: Duke University Press, 1996.
- Las máscaras democráticas del modernismo. Montevideo: Fundación Ángel Rama, 1985.
- La crítica de la cultura en América Latina. Caracas: Biblioteca Ayacucho, 1985; Barcelona: Talleres de Bodoni, 1985.
- Ensayos sobre literatura venezolana. Caracas: Monte Ávila, 1985.
- García Márquez, edificación de una cultura nacional y popular. Montevideo: Universidad de la República, 1987.
- La riesgosa navegación del escritor exiliado. Montevideo: Arca, 1993.
- Diario 1974-1983, Caracas: Ediciones Trilce / Fondo Editorial La Nave Va, 2001; Montevideo: Trilce, 2011; Caracas: Monte Ávila Editores Latinoamericana, 2012
- Literatura, cultura y sociedad en América Latina, Montevideo: Trilce, 2006.

Como coautor
- García Márquez y la problemática de la novela. Buenos Aires : Corregidor-Marcha, ediciones, 1973. (Con Mario Vargas Llosa)

Como editor
- Aquí. Cien años de raros, Montevideo: Arca, 1966.
- Aquí. la mitad del AMOR contada por seis mujeres, Montevideo: Arca, 1966.
- Más allá del boom: literatura y mercado, México: Marcha Editores, 1981.
- Antología de el techo de la ballena, Caracas: Fundarte, 1987.

Selecciones, recopilaciones, antologías
- Ángel Rama crítica literaria y utopía en América Latina, Medellín: Editorial Universidad de Antioquia, 2006 (Carlos Sánchez Lozano, ed.)